# Viktor Klonaridis
Viktor Klonaridis (ur. 28 lipca 1992 w Seraingie) –  belgijski piłkarz pochodzenia greckiego występujący na pozycji pomocnika w AEK Ateny.

## Kariera klubowa
W latach 2010–2012 grał w AEK-u Ateny. 2 lipca 2012 roku podpisał trzyletni kontrakt z francuskim Lille OSC. W 2013 roku był wypożyczony do klubu Royal Mouscron-Péruwelz. Latem 2013 przeszedł do Panathinaikosu, a w 2016 do RC Lens. Spędził tam jednak zaledwie pół roku i już w styczniu 2017 trafił na wypożyczenie z powrotem do PAO. Dobre występy pomogły greckiemu klubowi zapewnić miejsce w eliminacjach do Ligi Europy. Sam Klonaridis przed następnym sezonem trafił do AEK-u za 200 tysięcy Euro. Ze swoim nowym klubem wywalczył mistrzostwo Grecji.
| Sezon   | Klub                           | Kraj    | Rozgrywki          | Mecze | Bramki | Puchary europejskie                 | Mecze | Bramki |
| ------- | ------------------------------ | ------- | ------------------ | ----- | ------ | ----------------------------------- | ----- | ------ |
| 2010/11 | AEK Ateny                      | Grecja  | Alpha Ethniki      | 1     | 0      | -                                   | -     | -      |
| 2011/12 | AEK Ateny                      | Grecja  | Alpha Ethniki      | 19    | 4      | Liga Europy UEFA                    | 3     | 1      |
| 2012/13 | Lille OSC                      | Francja | Ligue 1            | 3     | 0      | Liga Mistrzów UEFA                  | 0     | 0      |
| 2012/13 | Royal Mouscron-Péruwelz (wyp.) | Belgia  | 3 Liga             | 7     | 2      | -                                   | -     | -      |
| 2013/14 | Panathinaikos AO               | Grecja  | Superleague Ellada | 32    | 9      | -                                   | -     | -      |
| 2014/15 | Panathinaikos AO               | Grecja  | Superleague Ellada | 32    | 9      | Liga Mistrzów UEFA/Liga Europy UEFA | 6     | 1      |
| 2015/16 | Panathinaikos AO               | Grecja  | Superleague Ellada | 32    | 9      | Liga Mistrzów UEFA/Liga Europy UEFA | 2     | 0      |
| 2016/17 | RC Lens                        | Francja | Ligue 2            | 10    | 1      | -                                   | -     | -      |
| 2016/17 | Panathinaikos AO               | Grecja  | Superleague Ellada | 16    | 4      | -                                   | -     | -      |
| 2017/18 | AEK Ateny                      | Grecja  | Superleague Ellada | 12    | 1      | Liga Mistrzów UEFA/Liga Europy UEFA | 8     | 0      |

Stan na: koniec sezonu 2017/2018